# Aya Zikken
Aya Zikken (* 21. September 1919 in Epe, Provinz Gelderland; † 22. März  2013 in Norg, Provinz Drenthe) war eine niederländische Schriftstellerin.

## Leben und Wirken
Aya Zikken wurde in Epe, einem Dorf in der gleichnamigen Gemeinde geboren. Als sie sechs Jahre alt war, zogen ihre Eltern mit ihr nach Niederländisch-Indien, dem Vorläuferstaat Indonesiens, wo sie bis zu ihrem 20. Lebensjahr lebte. Sie verbrachte ihre Kindheit hauptsächlich auf Java und Sumatra. In Jakarta (zur damaligen Zeit Batavia) besuchte sie mit den später ebenfalls schriftstellerisch tätigen Niederländerinnen Hella Haasse und Margaretha Ferguson (1920–1992) eine Schulklasse.
1939 kehrte Zikkens Familie in die Niederlande zurück. Ihre Eltern und Schwestern gingen jedoch kurz darauf wieder nach Niederländisch-Indien, wo sie später in Internierungslagern inhaftiert wurden. Zicken blieb bei einer Familie in Zeist, war jedoch mit der Situation unglücklich. Bevor sie sich dem Reisen und Schreiben widmete, studierte sie Kunstgeschichte. Später besuchte sie fast alle Länder Westeuropas, Malaysia, Indien, Israel und Äthiopien.
Als Autorin debütierte Zikken 1953 bei dem Verleger De Arbeiderspers mit der Novelle Het godsgeschenk onbegrepen, die sie innerhalb weniger Tage geschrieben hatte. 1954 erschien ihr Roman Als wij groot zijn, dan misschien, der von einem Ehepaar handelt, das sich auseinandergelebt hat. Der im Jahr darauf veröffentlichte Roman Alleen polenta vandaag über eine Italienreise war ihr erster größerer Erfolg und wurde dreimal neu aufgelegt.
Für viele ihrer Werke wählte Zikken Niederländisch-Indien als Handlungsort und griff ihre eigenen Kindheitserinnerungen auf. Dabei verband sie Elemente des Reiseberichts mit denen eines Romans. Ihr erfolgreichstes Werk wurde der 1958 erschienene Roman De atlasvlinder (Der Atlasfalter). Auch hier steht ein 13-jähriges Mädchen im Zentrum der Handlung, die sich in einer kleinen Gemeinde in Niederländisch-Indien abspielt.
Ende der 1950er erhielt Zikken ein Stipendium für einen Israelaufenthalt. Später schrieb sie der Reise einen großen Einfluss auf ihr Leben zu. Sie habe wieder ein Gefühl der Freiheit erlebt, wie früher in Indonesien. Nach ihrer Rückkehr trennte sie sich von ihrem Mann und zog mit ihren beiden Kindern in eine kleine Wohnung in Amsterdam. Die Israelreise inspirierte sie zu dem Buch Hut 277, das 1962 erschien.
Nach 40 Jahren kehrte Zikken mit Hilfe eines Reisestipendiums erstmals nach Indonesien zurück. Sie besuchte die Stadt Lahat, wo ihr Roman De atlasvlinder spielt. Diese Reise beschrieb sie 1981 in Terug naar de atlasvlinder (übersetzt: zurück zum Atlasfalter). 1992  veröffentlichte sie den Roman De Tanimbar-legende, ein auf den Kei-Inseln und Tanimbarinseln nach der japanischen Besetzung spielendes Gleichnis auf das Schicksal ihres Vaters nach seiner Entlassung aus dem Internierungslager. Mit Landing op Kalabahi brachte sie 1997 eine leicht fiktionalisierte Autobiografie heraus, in der sie anhand von Tagebüchern ihre Erlebnisse als Jugendliche zwischen 11 und 20 Jahren rekonstruierte. 1998 beschrieb sie in dem Reiseroman De tuinen van Tuan Allah ihre Reise auf die Kai-Inseln, auf sie ehemalige Arbeitsstätten ihres Vaters nach dem Zweiten Weltkrieg besuchte. In dem Roman Indische jaren greift sie schließlich erneut das Schicksal ihrer Eltern auf, die in Indien eine neue Heimat fanden. Ihr letztes Werk, der 2007 erschienene Roman Bizarre wereld, war wiederum eine Autobiografie.
1997 wurde Zikken für ihr Gesamtwerk mit dem Anna Bijns Prijs ausgezeichnet.
Aya Zikken starb mit 93 Jahren in Norg. In der gleichen Woche veröffentlichte Kees Ruys über sie die Biografie Alles is voor even.

## Werke
- Het godsgeschenk onbegrepen. De Arbeiderspers, Amsterdam 1953.
- Als wij groot zijn, dan misschien. De Arbeiderspers, Amsterdam 1954.
- Alleen polenta vandaag. De Arbeiderspers, Amsterdam 1955.
- De vrijwilliger. De Arbeiderspers, Amsterdam 1956.
- De atlasvlinder. De Arbeiderspers, Amsterdam 1958.
  - Der Atlasfalter. übersetzt von Johannes Piron, Langen/Müller, München 1962.
- Hut 277. De Arbeiderspers, Amsterdam 1962.
- Dán misschien. De Arbeiderspers, Amsterdam 1963.
- Geen wolf te zien. De Arbeiderspers, Amsterdam 1963.
- Code voor Dander. De Arbeiderspers, Amsterdam 1965.
- Wees nieuwsgierig en leef langer. De Arbeiderspers, Amsterdam 1966.
- Raméh, verslag van een liefde. De Arbeiderspers, Amsterdam 1968.
- 's Morgens en 's avonds niet bellen. De Arbeiderspers, Amsterdam 1969.
- Het grote taboe. De Arbeiderspers, Amsterdam 1970, ISBN 9-029-55853-9.
- Gisteren gaat niet voorbij, Tempo doeloe. La Rivière & Voorhoeve, Zwolle 1973, ISBN 9-060-84293-6.
- Dwars door de spiegel. Querido, Amsterdam 1975, ISBN 9-021-41399-X.
- Terug naar de atlasvlinder. Leopold, Den Haag 1981, ISBN 9-025-81927-3.
- Eilanden van vroeger. Leopold, Den Haag 1982, ISBN 9-025-81928-1.
- Hemd met open hals. Nijgh & Van Ditmar, ’s-Gravenhage 1983, ISBN 9-023-65564-8.
- Een tijger op je stoep. Nijgh & Van Ditmar, ’s-Gravenhage 1985, ISBN 9-023-65641-5.
- Een land als Maleisië. Nijgh & Van Ditmar, ’s-Gravenhage 1986, ISBN 9-023-65637-7.
- Een warme regen. Nijgh & Van Ditmar, ’s-Gravenhage 1987, ISBN 9-023-65674-1.
- Sarung, sari en samfu. Nijgh & Van Ditmar, Amsterdam 1988, ISBN 9-023-65716-0.
- Op weg naar Yadadore. Nijgh & Van Ditmar, Amsterdam 1990, ISBN 9-023-68382-X.
- De Tanimbar-legende. Nijgh & Van Ditmar, Amsterdam 1992, ISBN 9-038-89032-X.
- De polong. Uitg. Atlas, Amsterdam 1994, ISBN 9-025-40565-7.
- Drieluik Sumatra. Nijgh & Van Ditmar, Amsterdam 1995, ISBN 9-038-88721-3.
- Landing op Kalabahi. Atlas, Amsterdam 1997, ISBN 9-025-42181-4.
- De tuinen van Tuan Allah. Atlas, Amsterdam 1998, ISBN 9-025-42330-2.
- Voor het vandaag werd. Atlas, Amsterdam 2000, ISBN 9-045-00103-9.
- Indische jaren. Atlas, Amsterdam 2001, ISBN 9-045-00454-2.
- Odjongs eiland. Atlas, Amsterdam 2004, ISBN 9-045-01098-4.
- Bizarre wereld. Atlas, Amsterdam 2007, ISBN 978-9-045-00014-5.